# Łąki Łan
Łąki Łan – polski zespół muzyczny, grający połączenie muzyki elektronicznej, rocka oraz funku.

## Historia zespołu

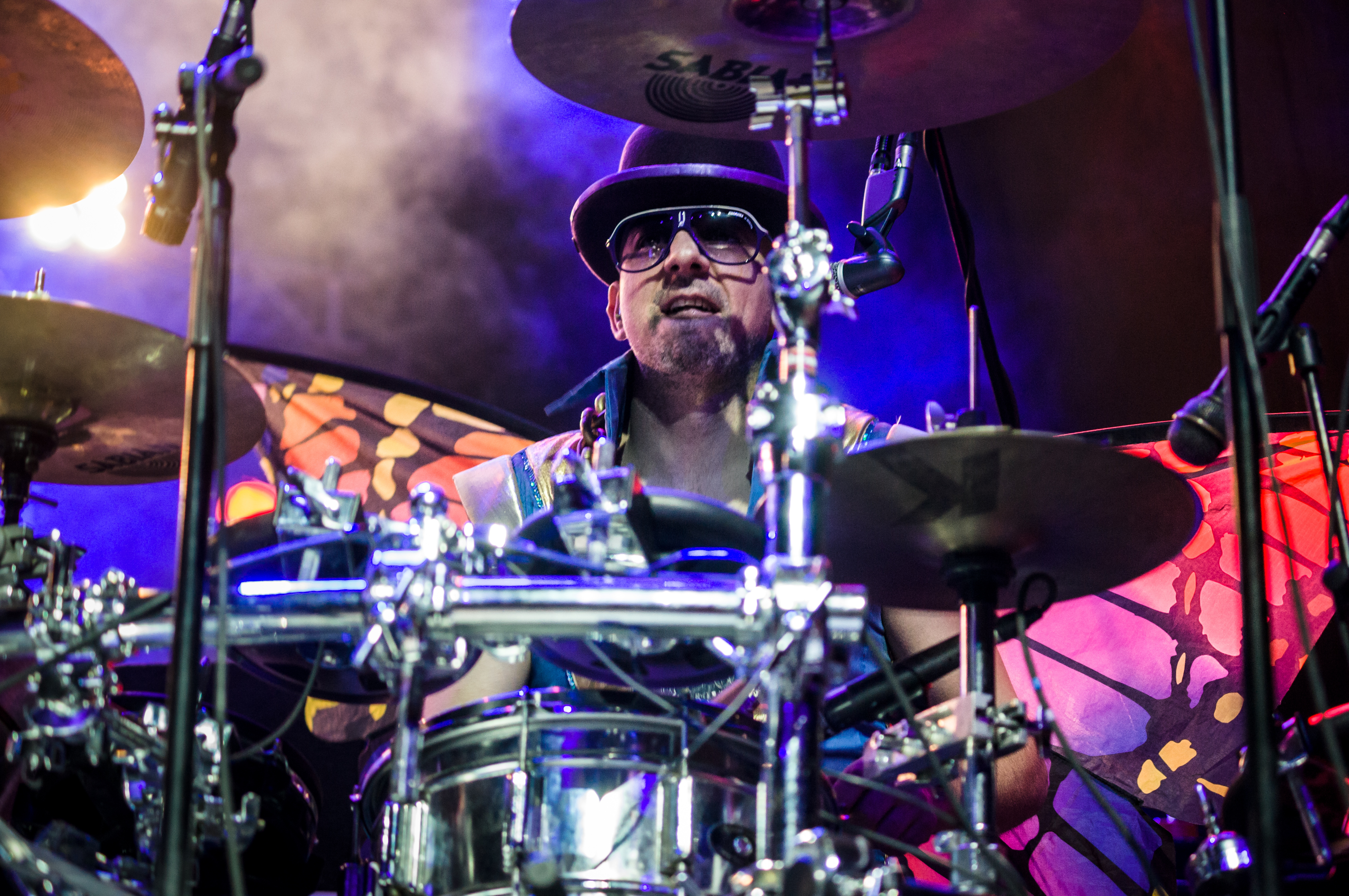
Piotr Koźbielski, perkusista zespołu Łąki Łan

Początki zespołu sięgają 1999, gdy jego członkowie – Piotr Koźbielski i Jarosław Jóźwik – uczęszczali jeszcze do szkół średnich. Włodzimierz Dembowski, który był o rok młodszy od Koźbielskiego i Jóźwika, na przerwie w szkole podsłuchał, że Jóźwik będzie wyprawiał imprezę na działce pod Warszawą i udał się tam. Na miejscu pokazał Jarkowi swoje wiersze. Spodobały się one Jóźwikowi, w związku z czym zaprosił Dembowskiego na próby, a po pewnym czasie włączył do zespołu. W początkowym składzie zespołu znaleźli się także: Michał Chęć, Krzysztof Pieszak i Stanisław Wróbel.
W 2004 doszło do konfliktu w grupie, w wyniku którego odszedł Dembowski – podłożem były jego problemy z używkami. Rok później w trakcie wycieczki do słowackiego Popradu Dembowski napisał tekst pt. „Galeon”. W 2005 zaproponował dawnym kolegom, by zagrać to jako utwór. Przypadł on reszcie do gustu, a Dembowski wrócił do zespołu. Później „Galeon” został nagrany w studiu i wydany na drugiej płycie pt. Łąkiłanda.
Zanim to nastąpiło, we wrześniu 2005 nakładem wydawnictwa „OFF Music/Fonografia” światło dzienne ujrzał pierwszy album, zatytułowany po prostu Łąki Łan. Otwierający go utwór „Luźny łan” ma istotne w historii grupy znaczenie. To w nim znajdują się wersy „Paprodziada”, które posłużyły dla nazwę dla zespołu: „Wyjścia plan z między ścian/na zielony łąki łan”. Według relacji Dembowskiego, na te wersy zareagował Jóźwik i zaproponował, by grupę nazwać Łąki Łan.
W międzyczasie z zespołem rozstali się Pieszak i Wróbel, a w 2007 do grupy dołączyli Bartek Królik i Marek Piotrowski, byli członkowie zespołu Sistars. Rok później podczas jednej z prób powstał jeden z najbardziej znanych przebojów zespołu w skali międzynarodowej – „Jammin'”. Jóźwik zagrał na klawiszach kilka taktów, dołączył do niego Koźbielski, a Królik, grając na gitarze elektrycznej i fristajlując, zaczął nucić po angielsku kilka słów, mając przy okazji luźny stosunek do zasad gramatycznych: I give it to you, say, that woman say. Słowa te były potem wielokrotnie na różne sposoby interpretowane i – wśród słuchaczy – wielokrotnie ewoluowały. Próbę, w której trakcie powstał utwór, została zarejestrowana, opublikował ją na swoim kanale na YouTube „Zając Cokictokloc”.
W 2009 muzycy wystąpili na pierwszych dużych festiwalach: Wisłostradzie, Coke Live Music i Heineken Open’er. W tym samym roku grupa wydała kolejny album – „ŁąkiŁanda”. Znalazły się na nim m.in. trzy wielkie hity: „Propaganda”, „Big baton” i „Selawi”. W lutym 2010 roku wydawnictwo „ŁąkiŁanda” uzyskało nominację do nagrody polskiego przemysłu fonograficznego Fryderyka w kategorii: muzyka alternatywna.
Przełomem w karierze zespołu – na co wskazują sami muzycy – był występ na Przystanku Woodstock w 2010 roku. Dzięki świetnemu przyjęciu przez publiczność, rok później na tym samym festiwalu wystąpili na koncercie zamykającym. Przed ich koncertem zagrało The Prodigy, a Jurek Owsiak pół żartem mówił potem ze sceny, że brytyjska grupa była zaledwie supportem przed Łąki Łan. W kulminacyjnym momencie tego występu Dembowski zawieszony na linie kilka metrów nad sceną śpiewał i rozrzucał wśród publiczności sztuczne kwiaty.
W 2012 grupa wydała kolejny album – „Armanda”. Na krążku znalazło się długo oczekiwane przez fanów – a znane wcześniej jedynie z koncertów i YouTube – „Jammin'” oraz takie utwory, jak: „Łan pała”, „Lovelock”, „Pleń” i „Łan for me”. Do dwóch pierwszych powstały teledyski. W grudniu tego samego roku ukazała się reedycja pierwszej płyty pt. Łąki Łan.
Kolejne lata to dziesiątki koncertów w kraju i za granicą, w tym także koncert studyjny w radiowej Czwórce w 2014 i występ w ramach cyklu „Made in Polska” w Łodzi. W tym czasie zespół zwykle rozpoczynał koncerty od przerobionej wersji „Aprokofa”, w której najpierw muzycy aplikują dużą dawkę muzyki elektronicznej, a na końcu „Paprodziad” śpiewa cztery wersy swojego tekstu.
Rok 2016 to nowe wydawnictwo – „Syntonia” i nowe przeboje: „Pola ar”, do którego powstał teledysk w reżyserii Wojciecha Mosiejczuka i „Bombaj”. Od tej pory zwykle to te dwa utwory otwierają koncerty zespołu. W 2017 po raz kolejny wystąpili na Woodstocku, tym razem otwierając festiwal. Z repertuarem z „Syntonii” Łąki Łan zdążył już odbyć trzy trasy koncertowe.
9 marca 2022 roku na oficjalnym fan page’ u zespołu na Facebooku opublikowana została informacja o rozstaniu z Włodkiem Dembowskim. Pod oświadczeniem podpisali się Michał Chęć, Piotr Koźbielski oraz Jarek Jóźwik. Powodem rozstania był brak identyfikacji zespołu z poglądami „Paprodziada” na temat pandemii COVID-19 oraz inwazji Rosji na Ukrainę.

## Przesłanie
Muzyka Łąki Łan naznaczona jest przede wszystkim tekstami „Paprodziada”. Swoją filozofię przedstawił on w utworze „Lovelock”, która jest peanem na cześć Jamesa Lovelocka. Twierdził on, iż Ziemia funkcjonuje jak jeden olbrzymi organizm, przystosowany do zmian tak, by zachować odpowiednie warunki do życia. Podobnego zdania jest „Paprodziad”, który wers z tej piosenki – Wszyscy jesteśmy jednym organizmem – często powtarza podczas wywiadów, a nawet występuje na koncertach w koszulce z takim nadrukiem.
Zamiłowanie do natury przewija się w wielu piosenkach, m.in.: „Łan pała”, „Pola ar” czy „Big baton”.

## Muzycy

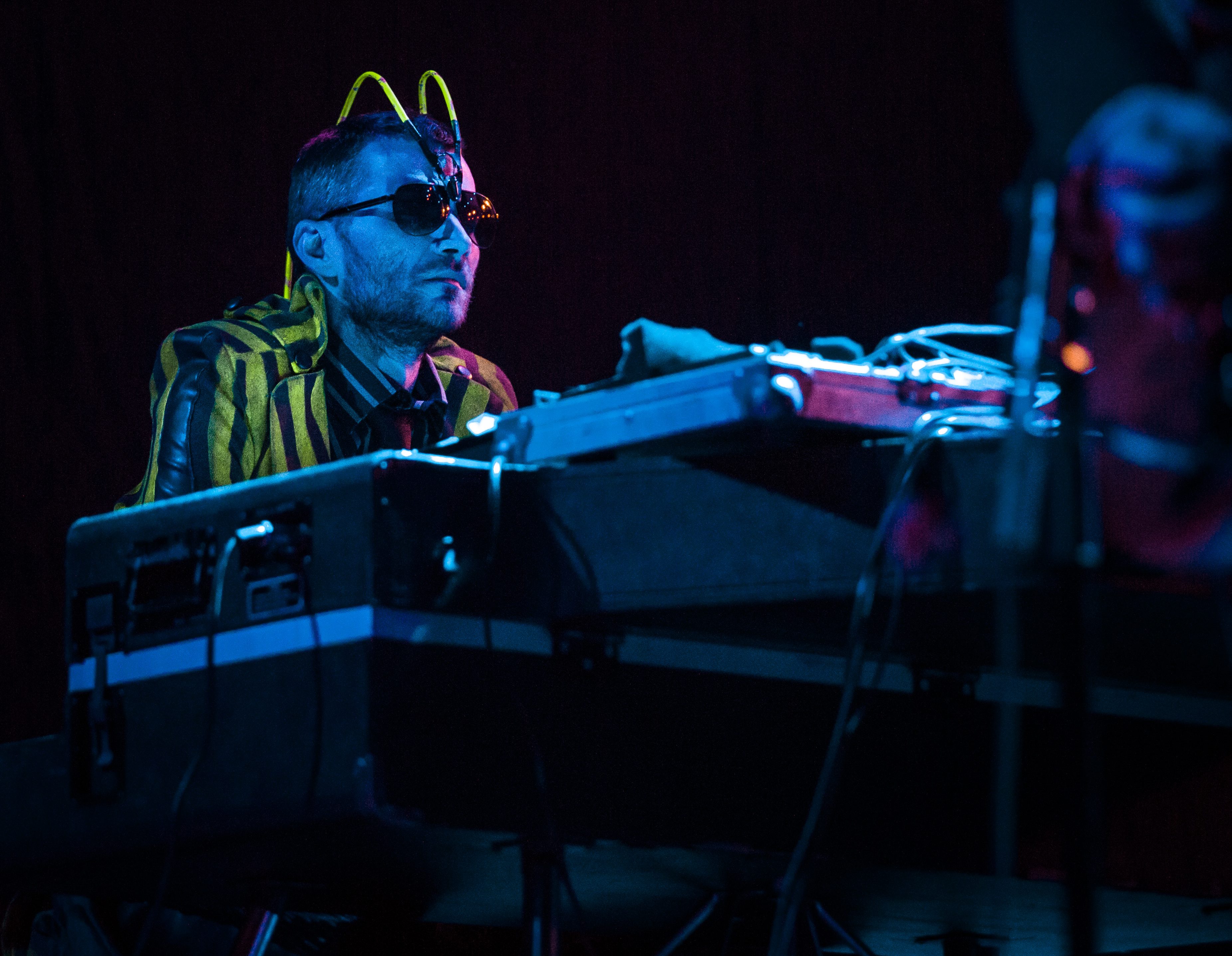
Jarosław Jóźwik, klawiszowiec zespołu Łąki Łan

### Obecni
- Wiktor „Wikukaracza” Kwarciak – wokal
- Jarosław „Poń Kolny” Jóźwik – instrumenty klawiszowe
- Michał „Bonk” Chęć – gitara, wokal
- Piotr „Mega Motyl” Koźbielski – perkusja, wokal
- Bartek „Zając Cokictokloc” Królik – gitara basowa, instrumenty klawiszowe, wokal
- Marek „Jeżus Marian” Piotrowski – instrumenty klawiszowe
- Piotr „Boykot” Pacak – instrumenty perkusyjne, instrumenty klawiszowe, wokal

### Byli
- Włodzimierz „Paprodziad” Dembowski – wokal (do 2022)[17]
- Krzysztof "Cyberbiedron" Pieszak - instrumenty klawiszowe
- Stanisław "Poważka" Wróbel – gitara basowa

## Dyskografia
Albumy studyjne
| Łąki Łan                                | - Data: 12 sierpnia 2005 - Wydawca: OFFmusic/Fonografika         | –  |                 |                    |
| ŁąkiŁanda                               | - Data: 8 maja 2009 - Wydawca: EMI Music Poland                  | –  |                 |                    |
| Armanda                                 | - Data: 13 listopada 2012 - Wydawca: EMI Music Poland            | 44 |                 |                    |

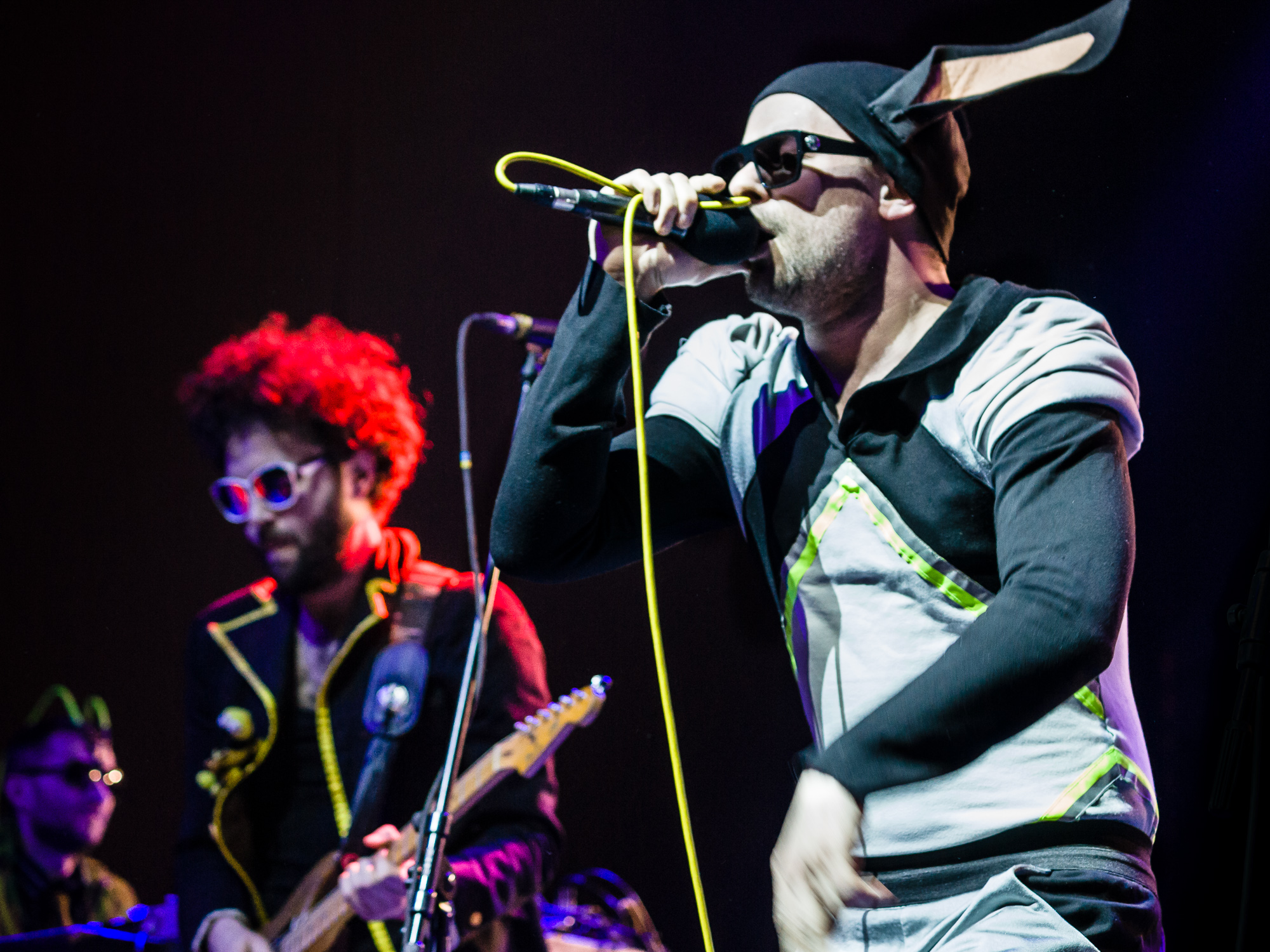
Bartek Królik, basista i wokalista zespołu Łąki Łan podczas Rocket Festiwal 2013 w Warszawie.

| Syntonia                                | - Data: 18 listopada 2016 - Wydawca: Pomaton/Warner Music Poland | 19 | - POL: 15 tys.+ | - POL: złota płyta |
| Raut                                    | - Data: 14 listopada 2019 - Wydawca: Asfalt Distro               | 18 |                 |                    |
| „–” oznacza, że album nie był notowany. |                                                                  |    |                 |                    |

Albumy wideo
| Tytuł                     | Dane dot. albumu                              |
| ------------------------- | --------------------------------------------- |
| XVII Przystanek Woodstock | - Data: 6 grudnia 2011 - Wydawca: Złoty Melon |